# Bruder-Klaus-Feldkapelle

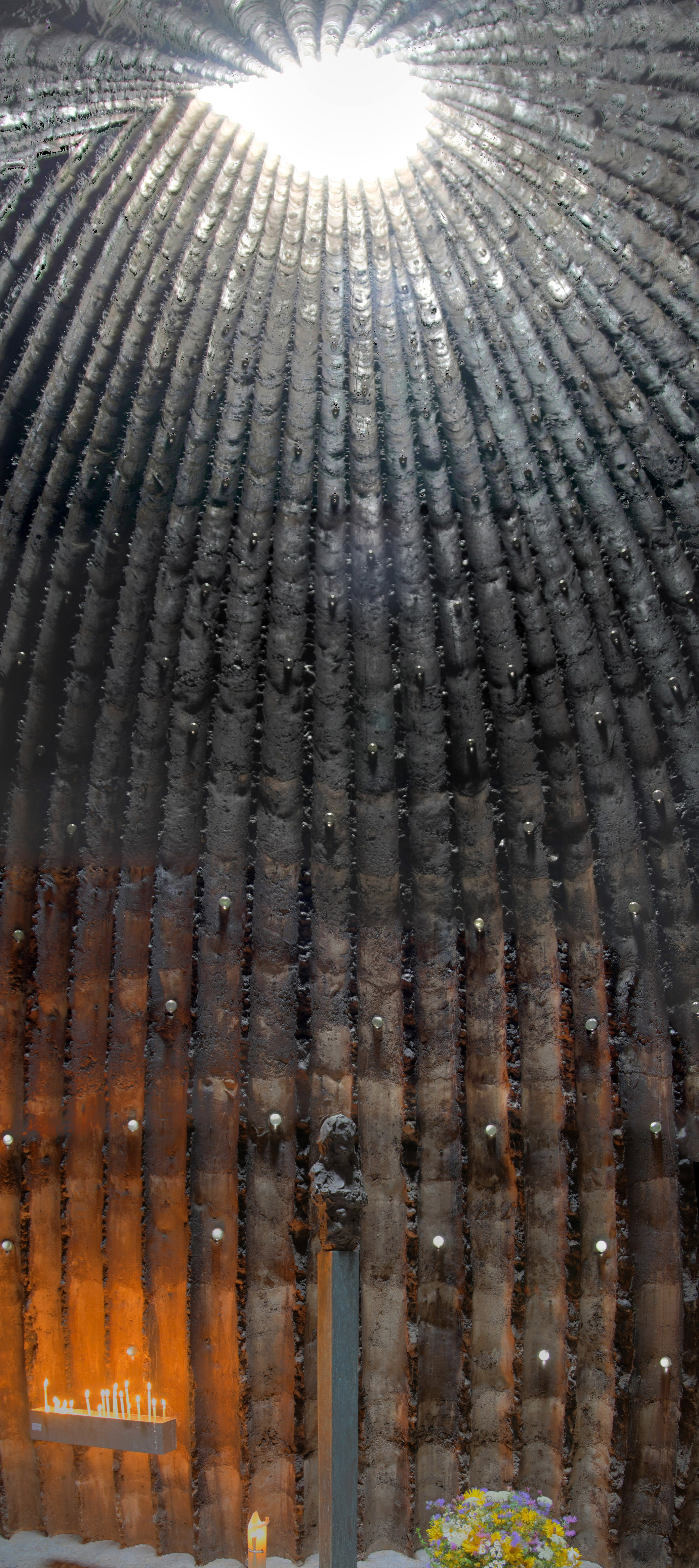
Innenansicht der Kapelle mit der Bruder-Klaus-Stele (2007)

Die Bruder-Klaus-Feldkapelle ist eine privat gestiftete und 2005 bis 2007 erbaute römisch-katholische Kapelle oberhalb der Ortschaft Mechernich-Wachendorf, am Nordrand der Eifel.

## Entstehungsgeschichte
Die Kapelle wurde in der Zeit von 2005 bis 2007 nach Plänen des Schweizer Architekten Peter Zumthor errichtet. Die Planungen begannen im Jahr 2001. Bauherrin ist die Landwirtsfamilie Trudel und Hermann-Josef Scheidtweiler, die „aus Dankbarkeit für ein gutes und erfülltes Leben“ beabsichtigte, auf eigenem Feld eine Kapelle zu bauen und sie dem Schweizer Friedensheiligen Nikolaus von Flüe (Bruder Klaus) zu widmen. Bruder Klaus ist der Schutzpatron der Katholischen Landvolkbewegung und der Katholischen Landjugendbewegung, in denen Hermann-Josef Scheidtweiler († 21. Februar 2023) viele Jahre in verantwortlicher Position ehrenamtlich tätig war, unter anderem als Diözesanvorsitzender im Erzbistum Köln. Familie Scheidtweiler trat mit Peter Zumthor in Kontakt, als dieser das diözesane Kunstmuseum Kolumba in Köln erbaute. Die Kapelle wurde am 19. Mai 2007 durch den Kölner Weihbischof Heiner Koch, den heutigen Erzbischof von Berlin, benediziert und ist seitdem Ziel zahlreicher Besucher. Nach ihrer Fertigstellung wurde die Kapelle in die Stiftung Andachtsstätte Nikolaus von der Flüe eingebracht, um ihren Erhalt und ihre Pflege nachhaltig zu sichern. Überschüsse kommen Projekten zur ländlichen Entwicklung und Förderung behinderter Kinder in Indien zugute. Der Bau zeigt die Hingebung zur Bandbreite der architektonischen Formengebung. Während Zumthor selbst formuliert, ab 1985 seine architektonische Formensprache gefunden zu haben, endet 1990 sein Fokus auf Holzmaterialien als hauptsächliches Baumaterial. Dieses prozessuale Zurückkehren zum Material bei der Bruder-Klaus-Feldkapelle schafft einen durchdachten Bau, dessen Wirkung langanhaltend im Gedächtnis bleibt.

## Bau und Ausstattung
Für den Bau wurde zunächst eine zeltförmige Konstruktion aus 112 Fichtenstämmen errichtet, die der Bauherr Scheidtweiler im nahegelegenen Waldstück fällen ließ. Um diese Innenkonstruktion entstand der Kapellenkörper aus Stampfbeton, der in 24 Tagen nach alter Handwerkstradition der Region von einer ehrenamtlich arbeitenden Stampfmannschaft zusammen mit Fachhandwerkern in Lagen von 50 cm bis zu einer Höhe von 12 Metern geschichtet wurde. Die genutzten Materialien für die Fassade sind Beton, Flusskiesel sowie, in Bezug auf die Zumthor-typische Verwendung regionaler Materialien, rötlicher Sand aus der direkten Umgebung. Im Herbst 2006 wurde im Innern für drei Wochen ein Mottfeuer unterhalten, das die Baumstämme verkohlte und vom Beton ablöste, so dass sie leicht ausgebaut werden konnten. Der Fußboden besteht aus einer Legierung aus Zinn und Blei, die an Ort und Stelle erhitzt und verteilt wurde. 350 mundgeblasene Glaspfropfen verschließen die Bundöffnungen, die zur Verbindung der äußeren mit der inneren Holzschalung beim Einbringen des Betons notwendig waren.
Entstanden ist ein von außen minimalistisch blockhafter, fensterloser Turmbau über fünfeckigem Grundriss. Der Innenraum wirkt wie eine Höhle in der zeltartigen Form der Innenschalung, die Wände zeigen deutlich die Struktur der Fichtenstämme. Der Raum ist nach oben offen, er lässt in den Himmel blicken, aber auch Licht und Regen in den ansonsten dunklen Raum fallen. Elektrische und sanitäre Installationen sind nicht vorhanden. Es ist schon wegen der räumlichen Enge ein Ort für die persönliche Meditation und nicht für gemeindliche Gottesdienste. Die Kapelle besitzt keinen Altar. Nur ein Opferkerzenständer aus Stahl und eine Bank aus Lindenholz stehen bereit.
An der Wand befindet sich ein Radzeichen aus Messingguss, entsprechend dem Meditationszeichen, das Bruder Klaus in seiner Einsiedelei hatte. Auf dem Boden steht eine Stele mit einer Halbfigur des Bruder Klaus aus Bronze, gestaltet von dem Schweizer Bildhauer Hans Josephsohn, in die eine Reliquie des Heiligen eingelassen ist.
Die Kapelle ist in der Sommerzeit von 10 bis 17 Uhr und in der Winterzeit von 10 bis 16 Uhr geöffnet, montags bleibt sie geschlossen – außer an Oster- und Pfingstmontag sowie an Weihnachten.

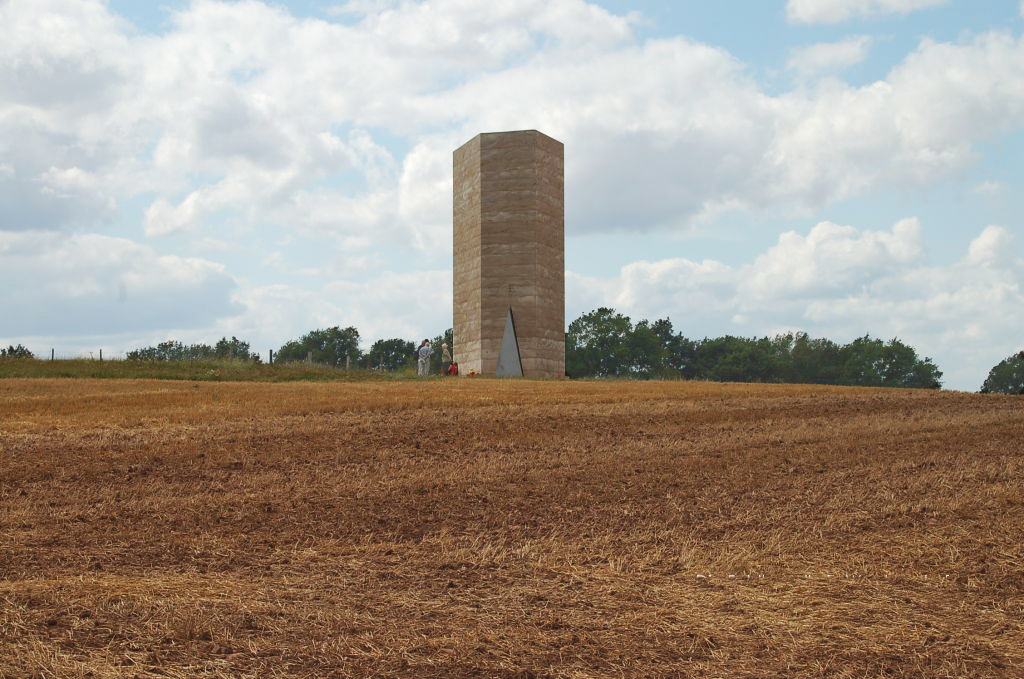
Blick von Nordwesten
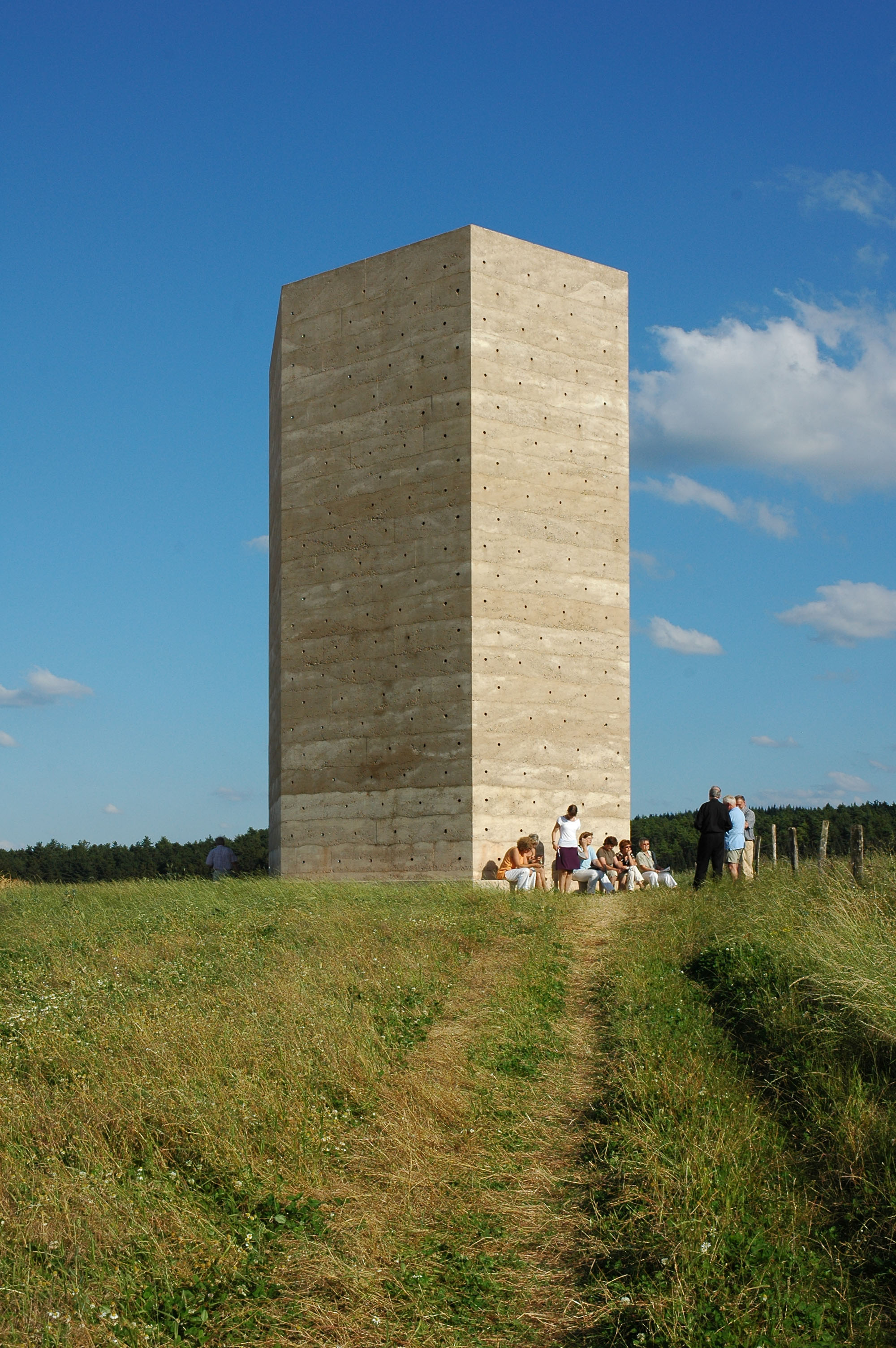
Die Kapelle im Feld
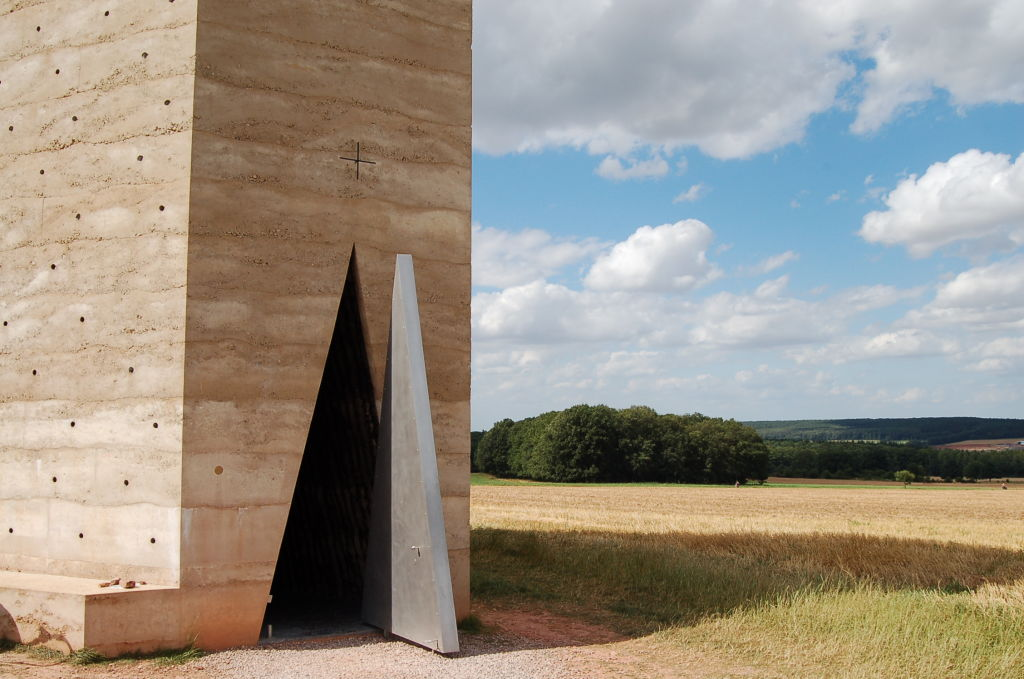
Eingang
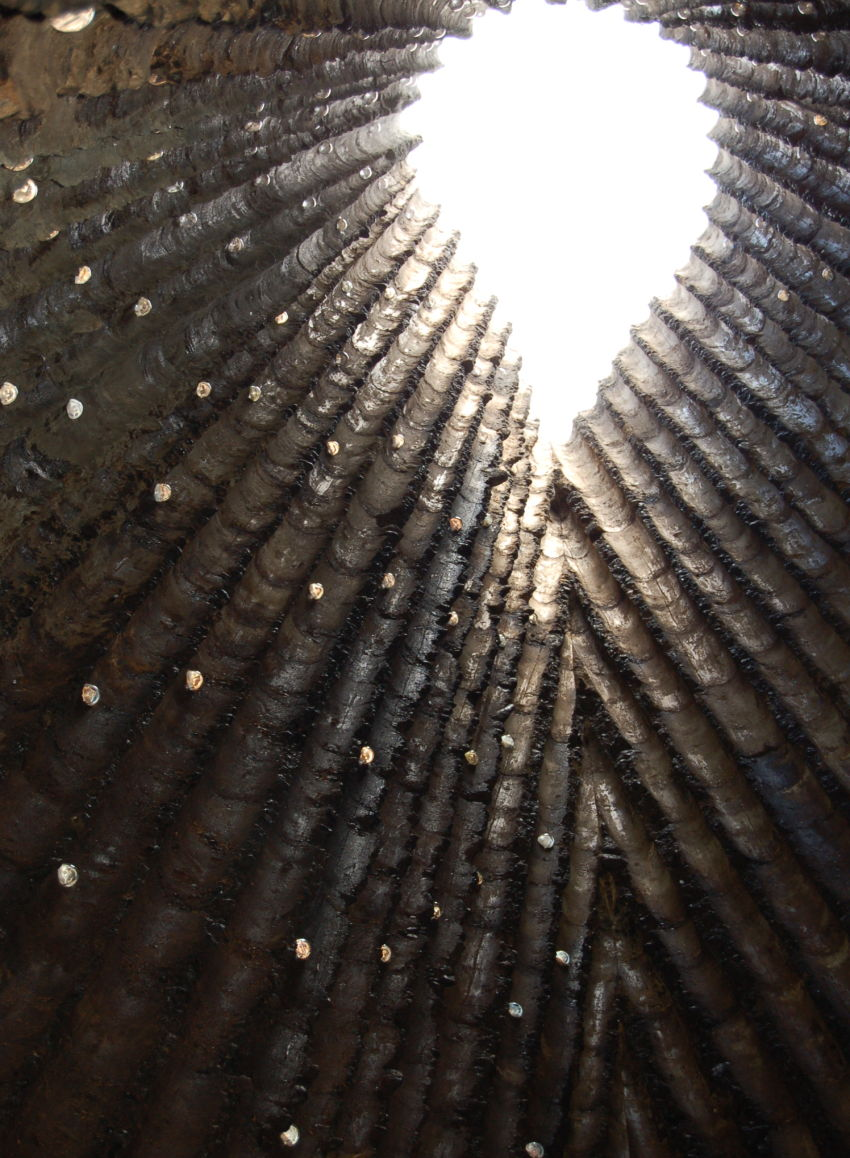
Nach oben offen

## Objektbeteiligte
- Bauherr: Trudel und Hermann-Josef Scheidtweiler[10]
- Architekt: Peter Zumthor
- Bauingenieur: Jürg Buchli, Jung-Consult
- Bleiboden: Dagmar und Miroslav Stransky
- Bronzefigur: Hans Josephsohn